# Bermudapetrell
Bermudapetrell (Pterodroma cahow) är en hotad fågel i familjen liror inom ordningen stormfåglar.

## Utseende
Bermudapetrellen är en medelstor och långvingad brungrå och vit petrell med en längd på 38 centimeter. Den har en brunsvart hätta som går ner till ögat, avbruten av ett blekt ögonbrynsstreck. Den bruna nacken sträcker sig framåt mot övre delen av bröstet och formar på så sätt delvis ett halvband. Mantel, övre delen av vingarna och stjärten är brungrå. Övre stjärttäckarna är blekare och kan uppfattas som ett smalt vitt band. 
Undersidan är helvit, liksom undersidan av vingarna, bortsett från svart spets och svart bakkant. Näbben är svart, benen rosa. Liknande karibpetrellen (P. hasitata) är större, har vit nacke och tydligare vit övergump, men de kan ändå vara svår att skilja åt till havs.

## Utbredning
Fågeln häckar på Nonsuch Island utanför Bermuda och tillbringar adulttiden över öppet hav längs Golfströmmen. Den ses regelbundet utanför USA:s östra kust. Vid två tillfällen har arten med säkerhet påträffats i Europa, dels en återkommande individ 2002-2006 vid Ilhéu da Vila, Santa Maria i Azorerna, dels ett exemplar utanför Irlands västkust 19 maj 2014. Den har även påträffats i Bahamas och i Kanada.

## Ekologi
Tidigare häckade fågeln likt sina släktingar i utgrävda bohålor, men eftersom miljö som gör utgrävning möjlig inte finns tillgänglig idag häckar den istället i klippskrevor och artificiella bohålor. Den häckar från januari till juni, med en kraftigt ökande häckningsframgång från färre än 5% under 1950-talet till mer än 25% under 1990-talet. Ringmärkning visar att fåglar återvänder för att häcka först fyra år efter att de kläckts. Mellan mitten av juni och mitten av oktober förekommer inga fåglar i häckningsområdet.

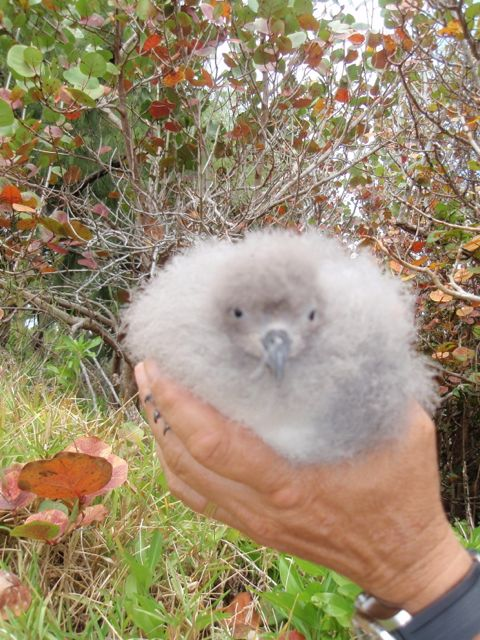
Nykläckt bermudapetrell.

## Status och hot
Bermudapetrellen häckade förut i mycket stora antal på Bermuda, men ansågs vara utdöd i nästan tre sekel innan enstaka individer återigen började rapporteras i början av 1900-talet. 1951 hittades en häckningskoloni med 18 par. Idag uppskattas beståndet till 250 individer och man tror att fågeln kommer öka i antal i framtiden. Om detta blir fallet kommer arten troligtvis att placeras i en lägre hotkategori än starkt hotad där internationella naturvårdsunionen IUCN placerar den idag.

## Namn
Fågelns vetenskapliga artnamn cahow är vad bosättare som kom till Bermuda på 1600-talet kallade fågeln, efter dess läte.